# Слива африканская
Сли́ва африка́нская (лат. Prunus africana) — вечнозелёное деревянистое растение, вид рода Слива (Prunus) подсемейства Спирейные (Spiraeoideae) семейства Розовые (Rosaceae). Вид не имеет устоявшегося русского названия, в русскоязычной литературе и фармакогнозии используется научное название или его синоним Пиджеум африканский
По информации базы данных The Plant List (2013) и IPNI, в синонимику вида входят следующие научные названия:
- Pygeum africanum Hook.f. basionym (пиджеум африканский[7])
- Lauro-cerasus africana (Hook.f.) Browicz

Вид находится под угрозой уничтожения, находится с 1995 года под охраной согласно Приложению II СИТЕС, в Южной Африке — с 1998 года согласно «Закону о национальных лесах» (англ. National Forest Act (Act 84)).

## История открытия
Растение было открыто в 1861 году немецким ботаником Густавом Манном при изучении Камерунского нагорья во время экспедиции в Камерун. Образцы растения были направлены Уильямом Гукером для уточнения в Королевские ботанические сады Кью. Ещё один экземпляр был прислан Dr. Kirk во время экспедиции Давида Лингвистона в Восточную Африку. В 1863-1865 годах Уильям и Джозеф Гукеры присвоили растению научное название лат. Pygeum africanum отнеся его к роду лат. Pygeum Gaertn. Название роду Йозефом Гертнером дано от греч. πυγή означающего «круп, ягодица», так как две доли плода напоминают большую ягодичную мышцу человека. В 1965 году Корнелис Калкман реклассифицировал этот род, включив его виды в род Prunus. Такая классификация является ныне действующей, но ещё не подкреплена генетическими исследованиями (по состоянию на 2002 год).

## Распространение
Родиной растения считают[кто?] горные районы севера Африки.
Слива африканская произрастает на высоте от 900 до 3400 м над уровнем моря в горных районах Центральной и Южной Африки, а также на островах Биоко, Сан-Томе, Нгазиджа, Мадагаскар. Естественный ареал распространения включает страны: Ангола, Бурунди, Гана, Заир, Замбия, Зимбабве, Камерун, Кения, Коморы, Лесото, Мадагаскар, Малави, Мозамбик, Руанда, Танзания, Уганда, ЮАР (провинции Капские, Северная, Фри-Стейт, Квазулу-Натал), Эфиопия, Эсватини, части государств на островах Гвинейского залива.
Слива африканская известна также под общими (ненаучными) названиями: африканская вишня, железное дерево, красное вонючее дерево, африканский чернослив и горький миндаль. На других языках, на которых говорят там, где он растёт, он известен как tikur inchet (на амхарском), mkonde-konde (на чаге), muiri (на кикуйю), entasesa или ngwabuzito (на ганде), uMkakase (на косе), inyazangoma-elimnyama или umdumezulu (на зулу), Tendwet (на нанди) и rooi-stinkhout (на африкаанс).

## Ботаническое описание

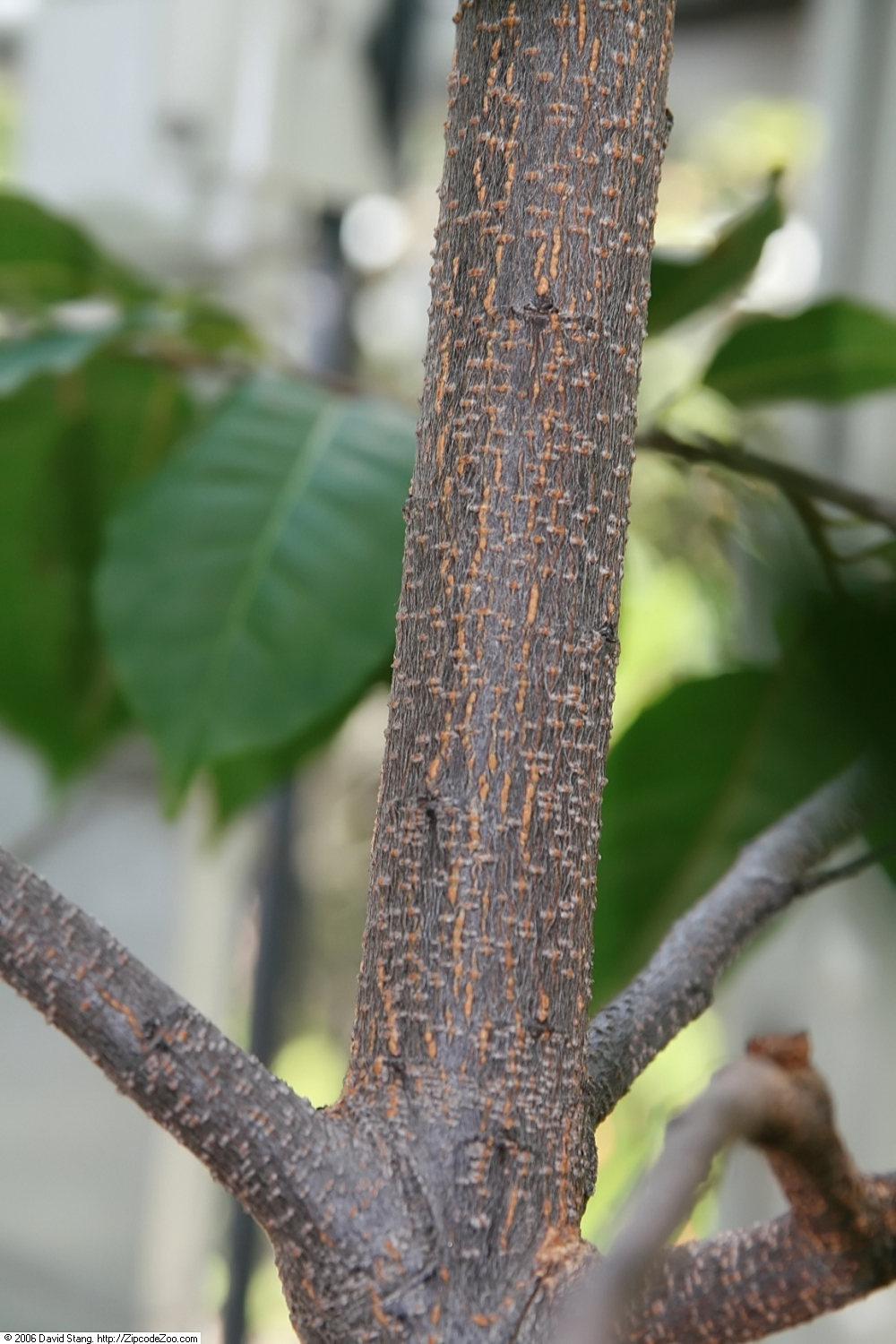
Ветка сливы африканской

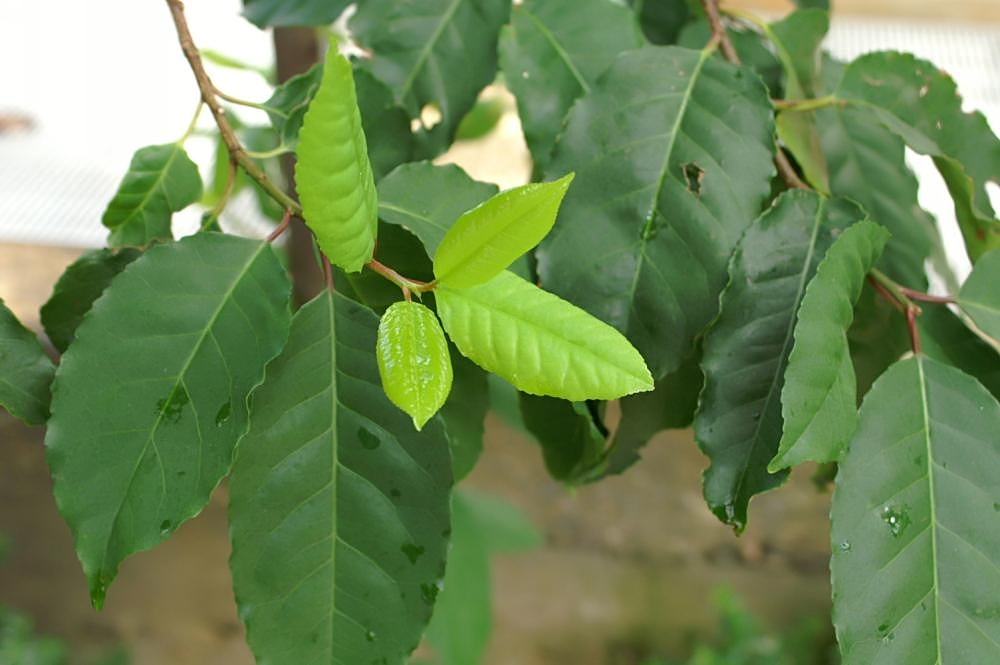
Побеги с листьями сливы африканской

Растение произрастает в виде деревьев около 10 метров высотой (до 25 м), или кустарника высотой 3-5 метров.
Кора неровная, чешуйчатая, тёмно-коричневого или серого цвета.
Листья чередующиеся, простые, удлинённо-ланцетовидные размерами 4–15 x 2–5,5 см, заострённые, края зубчатые, кожистые. Черешок чаще розоватого цвета, длиной 2 см, прилистники 1,5-2 см.
Цветки обоеполые, опыление происходит насекомыми. Цветение происходит с октября по май. Собраны по 7-15 шт. в соцветия длиной 2-8 см. Лепестки до 2 мм, кремово-белые. Тычинки в количестве 25–35 шт, рыльце пестика двух- или трехлопастное.
Плоды голые от красного до пурпурно-коричневого цвета, размерами 5-12 мм, приплюснутые по длине, двусоставные, горькие на вкус, но тем не менее это излюбленная еда для многих млекопитающих.

## Химический состав
Кора растения сливы африканской содержит фитостерины (фитостеролы), ситостерины (ситостеролы), эфиры жирных спиртов.

## Использование

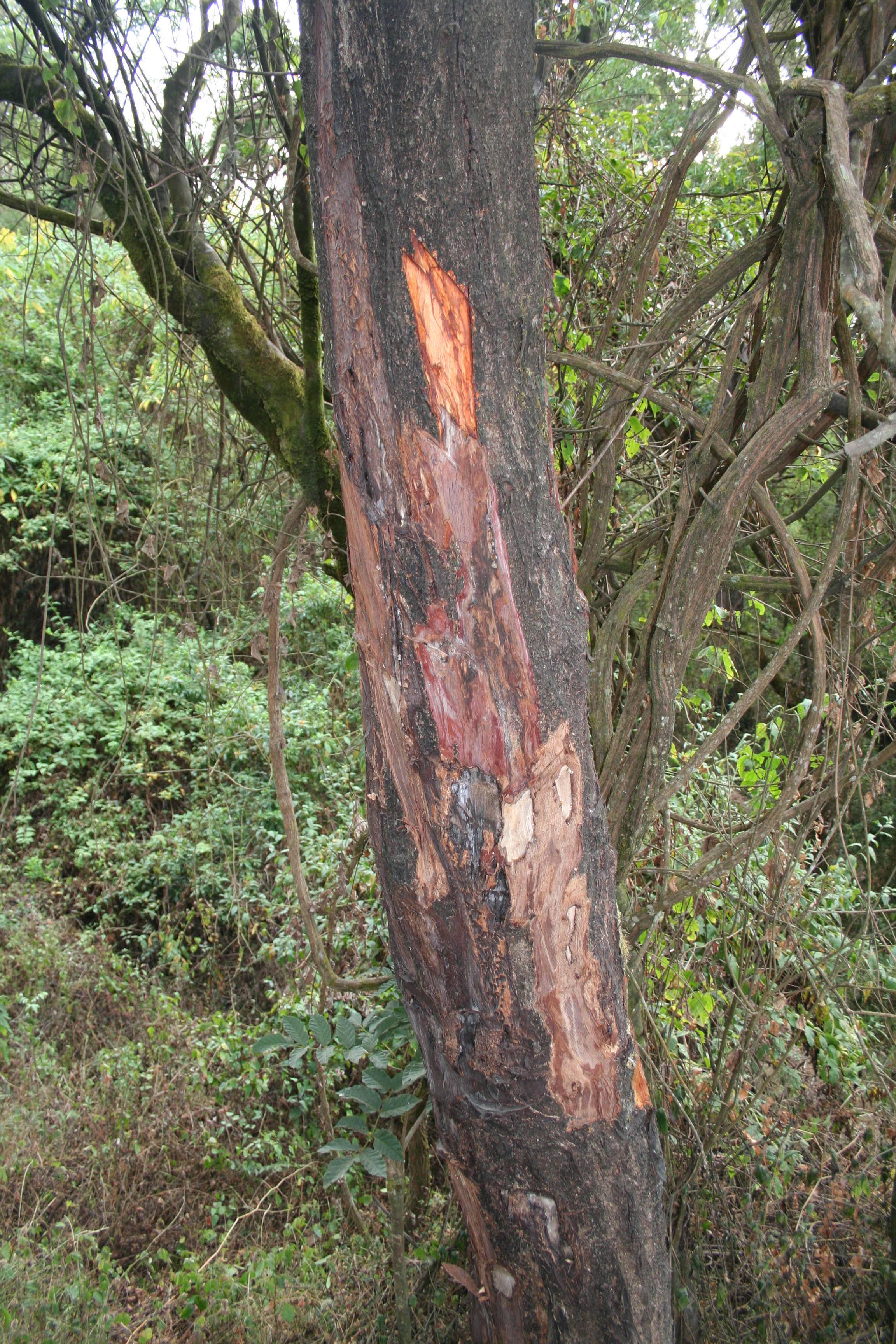
Ствол с ободранной корой

Кора сливы африканской используется в народной медицине по-разному: для перевязки ран, как слабительное средство, для стимуляции аппетита, для лечения лихорадки при малярии, отравления стрелами, болей в желудке, почках.
Экстракты, приготовленные из коры сливы африканской, назначаются в альтернативной медицине при доброкачественной гиперплазии предстательной железы и входит в состав некоторых многокомпонентных БАД под коммерческими названиями. Исследование 2016 года показало, что такие препараты не приносят никакой пользы. Сбор коры для этой цели ставит под угрозу существование данного вида (ежегодно обрабатывается до 35 000 деревьев), вследствие чего установлены квоты и для сбора коры выращивается также на плантациях.
Экстракт сливы африканской (лат. Pygeum africanum) содержит фитостерины, может входить и в состав некоторых фитопрепаратов применяемых в официальной медицине в качестве вспомогательного препарата к основному медикаментозному или хирургическому лечению доброкачественной гиперплазии предстательной железы, в основном в начальной стадии заболевания.
Твёрдая древесина приобретающая красноватый цвет используется в поделках.
Плоды сливы африканской употребляют в пищу горные гориллы, в зарослях обитают горные белки Каррутера (лат. Funisciurus carruthersi).